# Hells Gates
Hells Gates (eigentlich Hell's Gates, deutsch Tore der Hölle) ist der Name der Meerenge, die den Zugang zum Macquarie Harbour im Westen Tasmaniens bildet. Die Meerenge ist bekannt für ihre tückischen Strömungen und Untiefen.
Der Name stammt von den Insassen der Strafkolonie Macquarie Harbour im 19. Jahrhundert, da die neuen Häftlinge über die Meerenge in der Strafkolonie ankamen. Die Meerenge wurde ab 1909 nach und nach ausgebaggert, um auch größeren Schiffen den Zugang zum Hafen zu ermöglichen.